# Arnoud II van Guînes
Arnoud II van Guînes (overleden in 1220) was van 1205 tot aan zijn dood graaf van Guînes. Hij behoorde tot het huis Gent.

## Levensloop
Arnoud II was de zoon van graaf Boudewijn II van Guînes en vrouwe Christina van Ardres. Hij kreeg van zijn vader op jonge leeftijd de regering over de heerlijkheid Ardres toegewezen, een erfenis van zijn in 1177 overleden moeder. 
Aan het hof van graaf Filips van Vlaanderen werd hij tot ridder geslagen. Daarna maakte hij als riddertoernooivechter indruk aan de vorstenhoven in Noord-Frankrijk, waarbij hij vooral financieel gesteund werd door zijn vader. In 1190 kreeg hij van zijn vader geld om deel te nemen aan de Derde Kruistocht, wat Arnoud echter niet deed. 
Zijn vader verloofde hem met Ida, de erfgename van het naburige graafschap Boulogne. In 1192 werd Ida echter ontvoerd door graaf Reinoud van Dammartin, waarna de twee in het huwelijk traden. Vanaf dan waren Reinoud en Arnoud II vijanden.   
Voor 1200 huwde Arnoud met Beatrix, erfgename van de baronieën Broekburg  en Aalst. Het kwam hierdoor tot oorlog met Mathilde van Portugal, de weduwe van graaf Filips van Vlaanderen, die haar aanspraken op Bourbourg liet gelden. In 1201 wist Arnoud nabij Veurne een zege tegen Mathildes ridders te bewerkstelligen. Mathilde verbond zich vervolgens met Reinoud van Dammartin, die in 1205 het graafschap Guînes aanviel en Arnouds vader Boudewijn II gevangennam. Boudewijn stierf kort na zijn vrijlating aan de gevolgen van zijn gevangenschap, waarna Arnoud zijn vader opvolgde als graaf van Guînes. 
Vervolgens sloten Arnoud II en Reinoud van Dammartin een driejarige vrede. Onmiddellijk na het aflopen van de vrede viel Reinoud opnieuw Guînes aan, ditmaal in alliantie met koning Filips II van Frankrijk, waarbij het dorp Bonham werd verwoest. Tegelijkertijd liet zijn echtgenote Beatrix zich van Arnoud scheiden wegens intrafamiliale conflicten en vestigde ze zich aan het hof van de graaf van Vlaanderen. In 1211 huldigde Arnoud de toekomstige koning Lodewijk VIII van Frankrijk als de nieuwe graaf van Artesië, maar desondanks bleef zijn houding tegenover de Franse kroon vijandig. De situatie veranderde toen Reinoud van Dammartin zich afkeerde van de Franse koning en zich verbond met Ferrand van Portugal, de rebellerende graaf van Vlaanderen. 
In 1213 verzoende Arnoud zich met de Franse kroon, waardoor zijn landerijen in 1214 door de troepen van Reinoud van Dammartin en Ferrand van Portugal werden verwoest. Vervolgens vocht hij in juli 1214 aan de zijde van de Franse koning in de zegerijke Slag bij Bouvines, waarbij Arnouds beide vijanden gevangengenomen werden.
Na de Slag bij Bouvines stond Arnoud definitief aan de zijde van de Franse kroon. In 1216 nam hij deel aan de invasie van Engeland door de Franse kroonprins Lodewijk en in 1219 begeleidde hij hem bij de kruistocht tegen de Albigenzen. Het jaar daarop stierf Arnoud, waarna hij werd bijgezet in de kerk van Andres.

## Nakomelingen
Arnoud en zijn echtgenote Beatrix kregen volgende kinderen:
- Boudewijn III (overleden in 1244), graaf van Guînes
- Robert
- Hendrik
- Arnoud
- Beatrix (overleden rond 1244), abdis in Bonham
- Christina
- Mahaut (overleden in 1262), huwde met graaf Hugo V van Saint-Pol
- Adelina
- Beatrix

## Voorouders
| Voorouders van Arnoud II van Guînes (-1220) | Voorouders van Arnoud II van Guînes (-1220)                            | Voorouders van Arnoud II van Guînes (-1220)                            | Voorouders van Arnoud II van Guînes (-1220)                            | Voorouders van Arnoud II van Guînes (-1220)                            | Voorouders van Arnoud II van Guînes (-1220)                            | Voorouders van Arnoud II van Guînes (-1220)                            | Voorouders van Arnoud II van Guînes (-1220)                            | Voorouders van Arnoud II van Guînes (-1220)                            |
| ------------------------------------------- | ---------------------------------------------------------------------- | ---------------------------------------------------------------------- | ---------------------------------------------------------------------- | ---------------------------------------------------------------------- | ---------------------------------------------------------------------- | ---------------------------------------------------------------------- | ---------------------------------------------------------------------- | ---------------------------------------------------------------------- |
| Overgrootouders                             | Wenemar II van Gent (1013-1079) ∞ Gisela van Guînes (-)                | Wenemar II van Gent (1013-1079) ∞ Gisela van Guînes (-)                | Willem II van Saint-Omer (-) ∞ Mélisende de Picquigny (-)              | Willem II van Saint-Omer (-) ∞ Mélisende de Picquigny (-)              | ? (-) ∞ ? (-)                                                          | ? (-) ∞ ? (-)                                                          | ? (-) ∞ ? (-)                                                          | ? (-) ∞ ? (-)                                                          |
| Grootouders                                 | Arnoud I van Guînes (-1169) ∞ Mahaut van Saint-Omer (1115-)            | Arnoud I van Guînes (-1169) ∞ Mahaut van Saint-Omer (1115-)            | Arnoud I van Guînes (-1169) ∞ Mahaut van Saint-Omer (1115-)            | Arnoud I van Guînes (-1169) ∞ Mahaut van Saint-Omer (1115-)            | Arnould IV de Marcq (-) ∞ Adeline d'Ardres (-)                         | Arnould IV de Marcq (-) ∞ Adeline d'Ardres (-)                         | Arnould IV de Marcq (-) ∞ Adeline d'Ardres (-)                         | Arnould IV de Marcq (-) ∞ Adeline d'Ardres (-)                         |
| Ouders                                      | Boudewijn II van Guînes (1135-1205) ∞ Christina van Ardres (1140-1177) | Boudewijn II van Guînes (1135-1205) ∞ Christina van Ardres (1140-1177) | Boudewijn II van Guînes (1135-1205) ∞ Christina van Ardres (1140-1177) | Boudewijn II van Guînes (1135-1205) ∞ Christina van Ardres (1140-1177) | Boudewijn II van Guînes (1135-1205) ∞ Christina van Ardres (1140-1177) | Boudewijn II van Guînes (1135-1205) ∞ Christina van Ardres (1140-1177) | Boudewijn II van Guînes (1135-1205) ∞ Christina van Ardres (1140-1177) | Boudewijn II van Guînes (1135-1205) ∞ Christina van Ardres (1140-1177) |